# Großbothen
Großbothen es un pueblo y un antiguo municipio en el distrito de Leipzig en Sajonia , Alemania . Großbothen tenía un área de 33,45 km² y una población de 3.568 (al 31 de diciembre de 2006). En una reforma del gobierno local el 1 de enero de 2011, el municipio se dividió y se dividió en las ciudades de Grimma y Colditz . El pueblo Großbothen ahora es parte de Grimma. Großbothen fue el lugar de muerte de Wilhelm Wundt .